# Sauce suprême

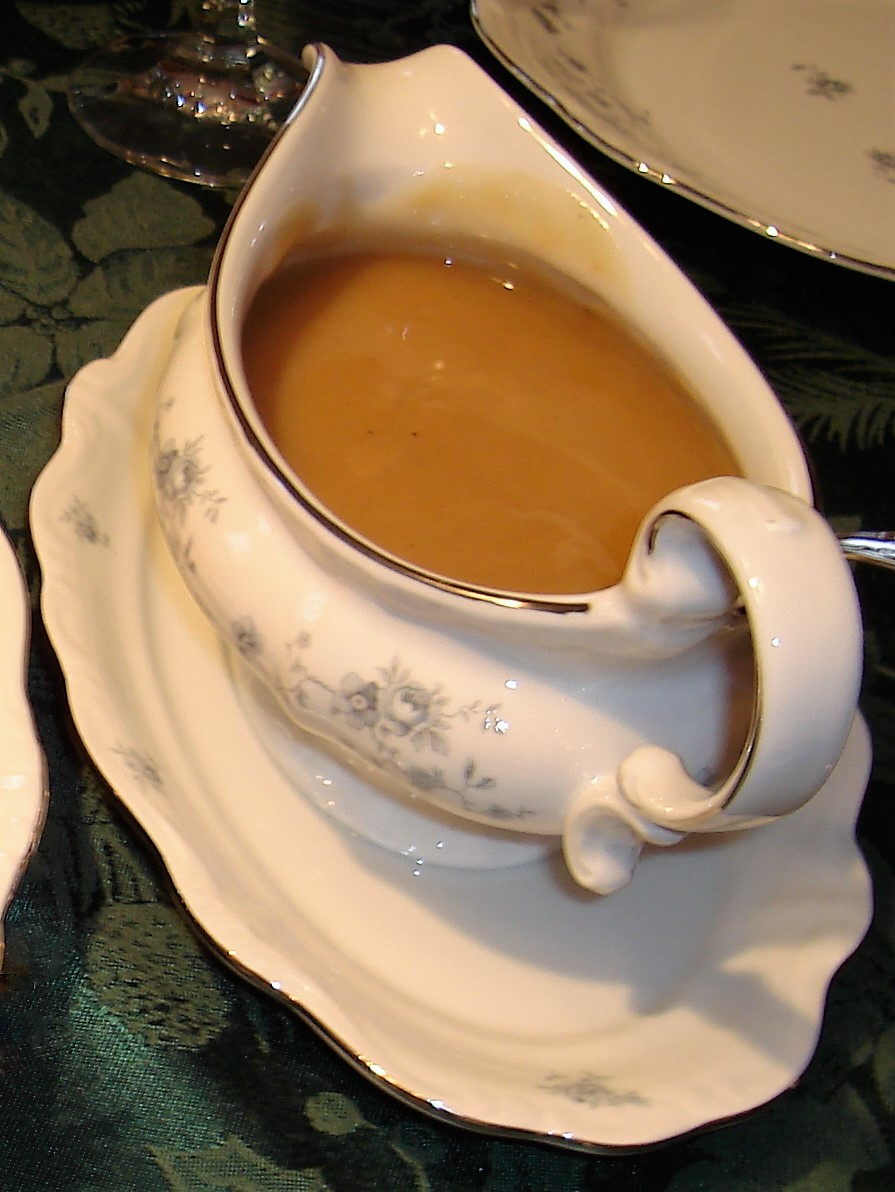
Geflügelrahmsauce in einer Sauciere

Sauce suprême (deutsch: Geflügelrahmsauce) ist eine Rahmsauce aus Geflügelvelouté mit Champignon-Fond und Doppelrahm oder Sahne, abschließend eingerührt, alternativ auch frische ungesalzene Butter.
Die Sauce Suprême wurde in Escoffiers Kochkunstführer eine feine weiße Sauce genannt, für die eine Geflügel-Velouté aus Geflügel- und Champignonfond als Grundlage diente und mit Rahm und Butter verfeinert wurde.

## Ableitungen der Sauce suprême
Geflügelrahmsauce ist geschmacksintensiver als Veloute und kann zu weiteren Arten variiert werden:
- Wenn Madeira-Wein und gehackte Trüffeln dazu verwendet werden, wird es zur Banquière sauce (deutsch: Bankierssoße).
- Durch Hinzufügen von (Kalb-)Fleischextrakt bekommt die Soße eine Farbe wie Elfenbein und daher den Namen Sauce ivoire (deutsch: Elfenbeinsoße).[1][4]
- Alexandra-Sauce erhält man durch Hinzufügen von Trüffelessenz
- Bertram-Sauce bzw. Estragon-Sauce durch Hinzufügen von gehackten Blättern von Estragon (süddeutsch für Bertram)
- Finnische Sauce durch Hinzufügen von gehackten Gemüsepaprika, Kräutern, Chili
- Toulouser Sauce durch Hinzufügen von Fleischextrakt, Tomaten und Madeira
- Pächterinsauce (französisch: sauce fermière) durch Hinzufügen von Wurzelgemüse-Julienne.[5]